# 贝希利施托克山
46°35′11″N 8°14′23″E / 46.58639°N 8.23972°E

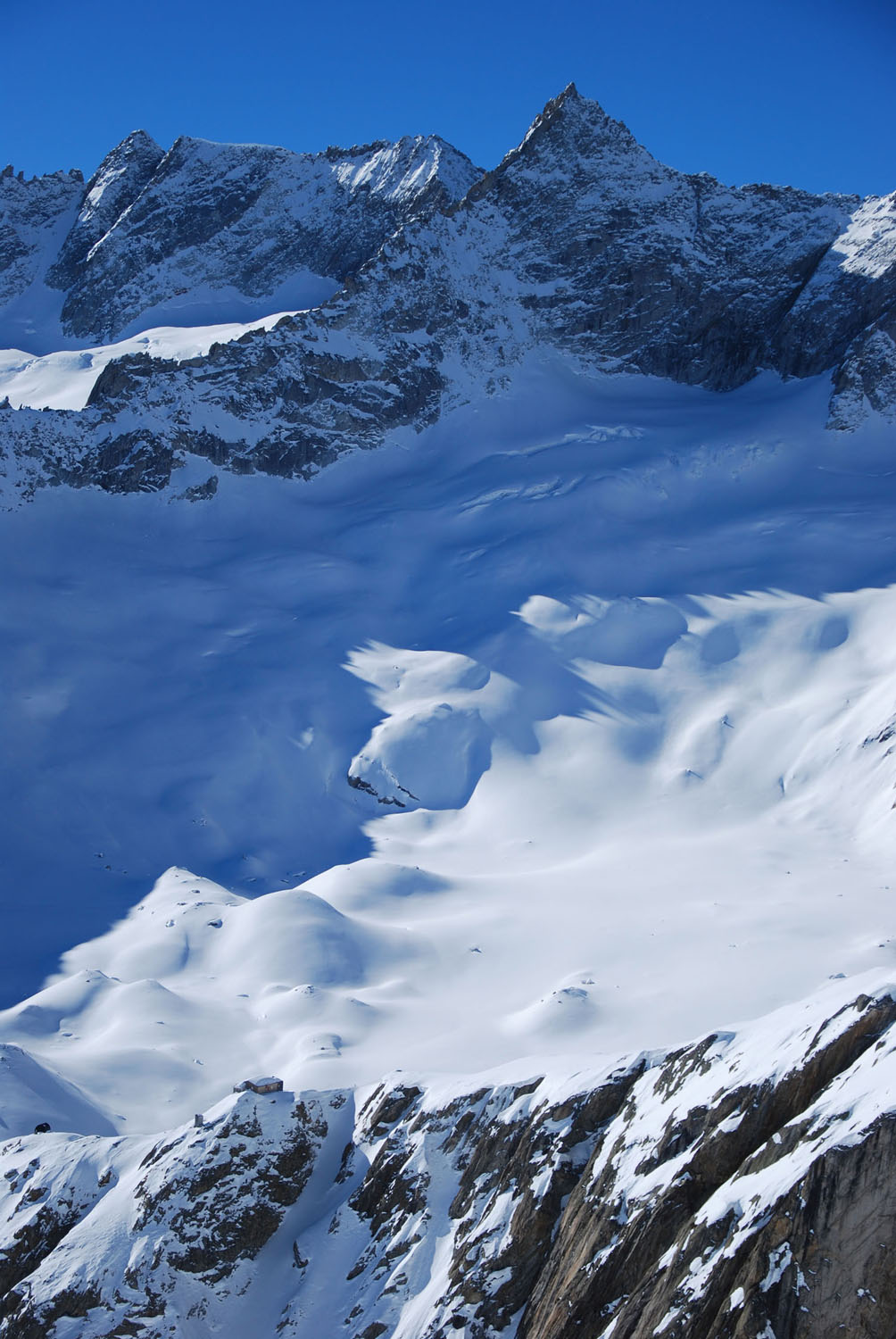

贝希利施托克山（德语：Bächlistock）是瑞士的山峰，位於該國南部，由伯恩州負責管轄，屬於伯尔尼山的一部分，海拔高度3,247米，每年平均降雨量2,465毫米。

## 外部連結
- Bächlistock on Hikr（页面存档备份，存于）